# HMS Exmoor (L08)
HMS Exmoor (L08), nguyên là chiếc HMS Burton, là một tàu khu trục hộ tống lớp Hunt Kiểu II của Hải quân Hoàng gia Anh Quốc được hạ thủy và đưa ra phục vụ vào năm 1941. Nó đã hoạt động cho đến hết Chiến tranh Thế giới thứ hai, cho đến khi xuất biên chế năm 1945, rồi được bán cho Hải quân Hoàng gia Đan Mạch năm 1953 và tiếp tục phục vụ như là chiếc HDMS Valdemar Sejr (F 343) từ năm 1954 đến năm 1962. Con tàu bị tháo dỡ vào năm 1966.

## Thiết kế và chế tạo
Exmoor thuộc vào số 33 chiếc tàu khu trục lớp Hunt nhóm II, có mạn tàu rộng hơn nhóm I, tạo độ ổn định cho một tháp pháo QF 4 in (100 mm) Mark XVI nòng đôi thứ ba, cũng như cho phép tăng số lượng mìn sâu mang theo từ 40 lên 110.
Con tàu nguyên được đặt hàng dưới tên Burton cho hãng Swan Hunter vào ngày 20 tháng 12 năm 1939 trong khuôn khổ Chương trình Chế tạo Khẩn cấp Chiến tranh 1939. Nó được đặt lườn tại xưởng tàu Wallsend vào ngày 7 tháng 6 năm 1940, và hạ thủy vào ngày 12 tháng 3 năm 1941. Đang khi được trang bị, nó được đổi tên thành Exmoor vào tháng 6 năm 1941 để thay thế cho chiếc Exmoor (L61) bị mất trong chiến tranh, rồi hoàn tất và nhập biên chế vào ngày 18 tháng 10 năm 1941 dưới quyền chỉ huy của Thiếu tá Hải quân Lawrence St. George Rich. Tên nó được đặt theo tên một rừng săn cáo tại Somerset. Con tàu được cộng đồng dân cư Mindhead tại Somerset đỡ đầu trong khuôn khổ cuộc vận động gây quỹ Tuần lễ Tàu chiến vào tháng 2 năm 1942.

## Lịch sử hoạt động

### 1941
Sau khi hoàn tất trang bị và chạy thử máy, Exmoor đi đến Scapa Flow thuộc quần đảo Orkney, Scotland vào tháng 10 năm 1941 để thực tập cùng các tàu chiến thuộc Hạm đội Nhà. Nó đi đến Derry, Bắc Ireland, và vào ngày 13 tháng 11 đã tham gia cùng các tàu khu trục Badsworth (L03), Vanquisher (D54) và Witch (D89) để hộ tống cho Đoàn tàu WS12Z trong hành trình băng qua Khu vực Tiếp cận Tây Bắc. Nó tách khỏi Đoàn tàu WS12Z vào ngày 17 tháng 11 và quay trở lại khu vực Clyde.
Sang tháng 12, Exmoor đi đến Gibraltar để hoạt động cùng Chi hạm đội Khu trục 13, vốn còn bao gồm các tàu chị em Blankney (L30) và Croome (L62). Vào ngày 14 tháng 12, nó được bố trí để tăng cường hộ tống cho Đoàn tàu HG76, vốn bị tàu ngầm Đức tấn công ác liệt tại Bắc Đại Tây Dương. Vào ngày 17 tháng 12, dưới sự chỉ huy chung của Trung tá Hải quân Federick John Walker, một chuyên gia lão luyện trong chiến tranh chống tàu ngầm, nó cùng Blankney, tàu khu trục Stanley (I73), tàu corvette Pentstemon (K61), tàu xà lúp Stork (L81) cùng một máy bay Grumman Martlet của Liên đội Không lực Hải quân 802 cất cánh từ tàu sân bay hộ tống Audacity (D10) đã tấn công bằng mìn sâu vào chiếc tàu ngầm Đức U-131. Chiếc U-boat bị buộc phải nổi lên mặt nước, và tự đánh đắm sau khi chịu đựng hải pháo về phía Đông Bắc Madeira, Bồ Đào Nha, ở tọa độ 34°12′0″B 013°35′0″T / 34,2°B 13,58333°T; mọi thành viên thủy thủ đoàn của chiếc tàu ngầm đều được cứu sống. Exmoor tách khỏi đoàn tàu vào ngày 18 tháng 12 để quay trở lại Gibraltar.

### 1942
Vào tháng 1 năm 1942, Exmoor gia nhập Đội khu trục 37 để làm nhiệm vụ hộ tống vận tải và tuần tra chống tàu ngầm tại Đại Tây Dương và khu vực Tây Địa Trung Hải. Đến ngày 27 tháng 2, nó cùng Blankney và Croome được tách ra để làm nhiệm vụ cùng Lực lượng H, được bố trí nhằm hộ tống thiết giáp hạm Malaya (1915), các tàu sân bay Argus (I49) và Eagle (R05) cùng tàu tuần dương hạng nhẹ Hermione (74) và bao gồm các tàu khu trục Laforey (G99), Lightning (G55), Active (H14), Anthony (H40), Whitehall (D94), Wishart (D67) trong khuôn khổ Chiến dịch Spotter I nhằm chuyển giao máy bay tiêm kích Spitfire và máy bay ném bom hạng nhẹ Blenheim đến Malta đang bị đối phương phong tỏa. Tuy nhiên kế hoạch bị hủy bỏ vào ngày hôm sau do số máy bay này bị mắc khiếm khuyết thùng nhiên liệu. Exmoor quay trở lại hoạt động thường lệ cho đến khi Chiến dịch Spotter I được Lực lượng H lặp lại thành công vào ngày 6 tháng 3.
Đến ngày 20 tháng 3, Chiến dịch Picket I lại được thực hiện nhằm vận chuyển máy bay Spitfire, Blenheim và Beaufort đến Malta, được Malaya, Argus, Eagle và Hermione tiến hành dưới sự hộ tống của Exmoor, Laforey, Duncan (D99), Active, Anthony, Whitehall, Wishart, Blankney và Croome; rồi thêm một chuyến đi tương tự cho Chiến dịch Picket II vào ngày 28 tháng 3. Sau khi hoàn tất nhiệm vụ, nó quay trở lại vai trò hộ tống vận tải cùng chi hạm đội tại Gibraltar vào ngày 30 tháng 3.
Vào ngày 1 tháng 4, Exmoor và Croome được điều động sang tăng cường cho Chi hạm đội Khu trục 9 đặt căn cứ tại Alexandria. Trên đường đi vòng qua mũi Hảo Vọng, Ấn Độ Dương và Hồng Hải để đến Alexandria, nó tạm thời được giữ lại tại Freetown vào ngày 8 tháng 4 để hộ tống vận tải tại chỗ, và đến ngày 11 tháng 4 được bố trí cùng Croome, Wild Swan (D62), tàu corvette Hydrangea (K39), các tàu corvette Pháp Commandante Drogue và Commandante Detroyat để hộ tống cho Đoàn tàu WS 17B trong hành trình đi mũi Hảo Vọng. Nó tách khỏi đoàn tàu vào ngày 15 tháng 4 để quay trở lại Freetown, rồi lên đường vào ngày 25 tháng 4 để đi sang Alexandria.
Đi đến căn cứ mới Alexandria vào tháng 5 năm 1942, Exmoor cùng Croome bắt đầu hoạt động tuần tra và hộ tống vận tải tại khu vực Đông Địa Trung Hải, cũng như hỗ trợ cho lực lượng Lục quân Anh trú đóng tại Tobruk, Libya, kéo dài cho đến tháng 6.
Exmoor sau đó tham gia Chiến dịch Vigorous, một nỗ lực nhằm tăng viện và tiếp liệu cho Malta đang bị vây hãm, như một phần của Đoàn tàu tiếp vận MW11 hướng đến Malta từ phía Đông. Vào ngày 13 tháng 6, nó cùng Croome tham gia cùng các tàu khu trục Fortune (H70), Griffin (H31), Hasty (H24), Hero (H99), Hotspur (H01), Inconstant (H49), Javelin (F61), Jervis (F00), Kelvin (F37), Pakenham (G06), Paladin (G69), Sikh (F82) và Zulu (F18), các tàu khu trục hộ tống Airedale (L07), Aldenham (L22), Beaufort (L14), Dulverton (L63), Eridge (L68), Hurworth (L28) và Tetcott (L99), cùng các tàu khu trục Hải quân Hoàng gia Australia HMAS Napier, HMAS Nestor và HMAS Norman trong thành phần hộ tống. Máy bay của phe trục bắt đầu tấn công vào ngày hôm sau, tấn công vào ban ngày và thả pháo sáng vào ban đêm dẫn đường cho các đợt tấn công bằng xuồng phóng lôi E-boat, kéo dài cho đến ngày 15 tháng 6. Khi mối nguy cơ bị đánh chặn bởi lực lượng tàu nổi chủ lực Hải quân Ý trở nên rõ ràng, chiến dịch bị hủy bỏ và đoàn tàu quay trở về cảng.
Exmoor tiếp nối hoạt động thường lệ cùng đội khu trục. Trong tháng 7 và tháng 8, nó tập trung nỗ lực vào việc hỗ trợ lực lượng trú đóng tại Tobruk, bắn phá các vị trí của phe Trục ven bờ biển Lybya để hỗ trợ các hoạt động của Lục quân. Sang tháng 9, nó tham gia Chiến dịch Agreement, một cuộc đột kích đổ bộ tấn công các vị trí đối phương chung quanh Tobruk. Nó đón lên tàu binh lính Thủy binh Hoàng gia vào ngày 12 tháng 9, rồi khởi hành từ Alexandria cùng Sikh và Zulu. Nó đấu pháo với các khẩu đội pháo bờ biển đối phương trong ngày hôm sau, và sau khi Chiến dịch Agreement thất bại vào ngày 14 tháng 9, khi tàu tuần dương hạng nhẹ Coventry (D43) cùng Sikh và Zulu bị đánh chìm, nó cùng Beaufort, Dulverton và Hurworth quay trở về Alexandria.
Đến tháng 10, Exmoor hỗ trợ các hoạt trên bộ trong khuôn khổ Chiến dịch Lightfoot, một phần trong các hoạt động mở đầu trước trận El Alamein mang tính quyết định, và vào ngày 20 tháng 10 đá hộ tống một lực lượng cho đổ bộ nghi binh lên Ras-el-Kanais. Sang tháng 11, nó quay trở lại nhiệm vụ tuần tra và hộ tống vận tải tại khu vực Đông Địa Trung Hải. Vào ngày 17 tháng 11, nó cùng Aldenham, Beaufort, HMS Belvoir và tàu khu trục Hy Lạp Pindos (L65) đã hộ tống cho Đoàn tàu MW 13 trong khuôn khổ Chiến dịch Stoneage, một hoạt động tăng viện cho Malta từ phía Đông sau khi hòn đảo được giải vây. Đoàn tàu được tăng cường thêm các tàu tuần dương hạng nhẹ HMS Arethusa, HMS Cleopatra, HMS Dido và HMS Orion cùng các tàu khu trục hạm đội trong thành phần hộ tống vào ngày hôm sau, và cho dù phải chịu đựng những đợt không kích của đối phương khiến Arethusa bị trúng ngư lôi và phải được kéo về Alexandria, đoàn tàu vẫn đến được Malta vào ngày 20 tháng 11. Exmoor và các tàu hộ tống khác rời Malta vào ngày hôm sau cho hành trình quay trở về Alexandria.
Vào ngày 1 tháng 12, Exmoor cùng với Belvoir, Croome, Hursley, Tetcott và Pindos tham gia thành phần hộ tống cho Đoàn tàu MW 14 hướng sang Malta trong khuôn khổ Chiến dịch Portcullis, đa[ đoàn tàu đến nơi an toàn vào ngày 5 tháng 12. Đến ngày 7 tháng 12, nó cùng Aldenham, Belvoir, Croome, Dulverton, Hursley, Pakenham, Pindos và Tetcott tham gia cùng tàu tuần dương Orion, tàu khu trục HMS Petard và tàu khu trục Hy Lạp Vasilissa Olga (D 15) để hộ tống cho Đoàn tàu ME 11 từ Malta đi Ai Cập, nhưng nó cùng Orion, Aldenham, Croome, Dulverton và Hursley lại tách ra hai ngày sau đó để hộ tống cho Đoàn tàu MW 15 hướng đến Malta trong khuôn khổ Chiến dịch Quadrangle A. Đây là chuyến đi tiếp vận trực tiếp cuối cùng đến Malta.

### 1943
Từ tháng 1 đến tháng 3 năm 1943, Exmoor cùng đội khu trục của nó trực tiếp hỗ trợ các chiến dịch trên bộ của Tập đoàn quân 8 tiến quân dọc theo Libya và Tunisia truy kích lực lượng phe Trục. Vào ngày 27 tháng 3, nó vớt được 13 người sống sót từ chiếc tàu buôn Anh City of Guildford, bị tàu ngầm Đức U-593 đánh đắm ngoài khơi Derna, Libya, ở tọa độ 33°00′0″B 022°50′0″Đ / 33°B 22,83333°Đ. Sang tháng 4, đội khu trục của nó được điều sang Malta, nơi họ tiếp tục hỗ trợ Tập đoàn quân 8 và hộ tống vận tải. Từ ngày 7 đến ngày 13 tháng 5, đội của nó tham gia cùng các tàu khu trục Jervis, Paladin, Petard và HMS Nubian thuộc Lực lượng K đặt căn cứ tại Malta, cũng như với các tàu khu trục Laforey, HMS Loyal, HMS Tartar và tàu khu trục Ba Lan ORP Błyskawica thuộc Lực lượng Q đặt căn cứ tại Bône, Algérie nhằm phong tỏa Cape Bon, Tunisia trong khuôn khổ Chiến dịch Retribution để ngăn chặn lực lượng phe Trục triệt thoái khỏi Tunisia bằng đường biển để quay trở về Sicily, Ý.
Sang tháng 6, Exmoor được chọn để tham gia Chiến dịch Husky, cuộc đổ bộ của lực lượng Đồng Minh lên Sicily, Ý, được dự định vào tháng 7. Nó được phân về Lực lượng Hộ tống P cho cuộc đổ bộ, và đi đến Port Said, Ai Cập, nơi nó khởi hành vào ngày 5 tháng 7 hộ tống cho Đoàn tàu MWF 36. Nó tách khỏi đoàn tàu vào ngày 8 tháng 7 để được tiếp nhiên liệu, rồi gia nhập trở lại vào ngày hôm sau và đi đến ngoài khơi bãi đổ bộ Bark West vào ngày D, 10 tháng 7. Con tàu sau đó bảo vệ cho bãi đổ bộ khỏi sự can thiệp của không quân, tàu nổi và tàu ngầm đối phương. Nó cùng tàu khu trục HMS Eskimo và tàu khu trục Hy Lạp Kanaris (L35) tìm cách tiến vào cảng Augusta, Sicily vào ngày 11 tháng 7, và đã đấu pháo với các khẩu đội pháo bờ biển Đức.
Exmoor quay lại hoạt động tuần tra và hộ tống vận tải tại khu vực Trung tâm Địa Trung Hải vào tháng 8, nhưng ngay sau đó lại được huy động vào Chiến dịch Avalanche, cuộc đổ bộ của lực lượng Đồng Minh lên Salerno tại lục địa Ý, được vạch kế hoạch vào tháng 9. Nó cùng với Laforey, Loyal, Nubian, Tartar và Lookout (G32) thuộc Chi hạm đội Khu trục 19 và các tàu khu trục hộ tống Beaufort, Belvoir, Blackmore (L43), Brecon (L76), Brocklesby (L42), Dulverton, Mendip (L60), Ledbury (L90), Pindos, Quantock (L58) và Tetcott được phân về Lực lượng Đặc nhiệm 65. Nó đi đến Tripoli, Libya vào tháng 9, rồi cùng lực lượng đặc nhiệm khởi hành từ đây vào ngày 6 tháng 9 trong thành phần hộ tống cho Đoàn tàu TSF 1, và đi đến ngoài khơi bãi đổ bộ vào ngày 10 tháng 9. Tại đây nó bảo vệ phòng không và hỗ trợ hải pháo cho cuộc đổ bộ, đồng thời bảo vệ tàu bè khỏi các cuộc tấn công của xuồng phóng lôi đối phương cho đến ngày 16 tháng 9.
Sang tháng 10, Exmoor cùng các tàu thuộc Chi hạm đội Khu trục 5 được điều sang khu vực Đông Địa Trung Hải để hoạt động trong biển Aegean, nhằm hỗ trợ một nỗ lực chiếm đóng các đảo Hy Lạp do quân Ý chiếm đóng tại khu vực này. Chiến dịch Dodecanese bất thành này nhằm ngăn chặn quân Đức chiếm đóng các đảo thuộc quần đảo Dodecanese, vì giờ đây Ý đã đầu hàng lực lượng Đồng Minh. Vào ngày 24 tháng 10, Exmoor đã cùng tàu tuần dương hạng nhẹ Aurora, tàu khu trục Pathfinder (G10) và tàu chị em Blencathra (L24) khởi hành từ Alexandria để thay phiên cho tàu tuần dương HMS Phoebe cùng Aldenham và Hursley trong nhiệm vụ phòng thủ tại đây. Nó đã đánh chặn các tàu bè chở quân Đức cũng như hỗ trợ tiếp liệu cho lực lượng Anh và Ý trú đóng. Trong các ngày 8 và 9 tháng 11, nó truy lùng không thành công tàu bè Đức được cho là đang hướng đến đảo Levitha, và sau đó trú ẩn trong vịnh Doris. Vào ngày 13 tháng 11 tại Alexandria, nó chất lên tàu 10 tấn đạn dược và đi đến Limassol, rồi cùng tàu khu trục Fury (H76) và tàu khu trục Ba Lan  Krakowiak (L115) khởi hành vào ngày hôm sau chuyển giao cho lực lượng trú đóng tại Leros; tuy nhiên chuyến đi bị hủy bỏ do Leros đã đầu hàng lực lượng đối phương có ưu thế áp đảo.
Đến ngày 24 tháng 11, Exmoor tham gia Chiến dịch Rumble Bumble, một hoạt động nghi binh; rồi đến ngày 4 tháng 12, nó đã cùng Aldenham thay phiên cho các tàu khu trục Penn (G77) và Petard trong việc hộ tống tàu khu trục Hy Lạp Adrias (L67) bị hư hại rút lui về Alexandria, về đến nơi vào ngày 6 tháng 12. Khi Chiến dịch Dodecanese kết thúc với thất bại cho phe Đồng Minh, Exmoor được điều trở lại Chi hạm đội Khu trục 22 đặt căn cứ tại Algiers để tuần tra và hộ tống vận tải tại khu vực Trung tâm Địa Trung Hải; nó đi đến Algiers vào ngày 31 tháng 12.

### 1944
Vào tháng 2 năm 1944, Exmoor được phân công bảo vệ tàu bè nhầm hỗ trợ cho Chiến dịch Shingle, cuộc đổ bộ của lực lượng Đồng Minh lên Anzio và Nettuno, Ý. Nó hộ tống đoàn tàu vận tải đi đến bãi đổ bộ, rồi bảo vệ phòng không ngoài khơi. Đến ngày 10 tháng 3, nó tham gia cùng các tàu chị em Blankney, Blencathra và Brecon, tàu khu trục Urchin (R99) và tàu khu trục Hoa Kỳ USS Madison trong một cuộc tấn công bằng mìn sâu tại khu vực Tây Địa Trung Hải về phía Nam Ostia, Ý, vốn đã buộc tàu ngầm U-boat Đức U-450 phẩi nổi lên mặt nước. U-450 đã phải tự đánh đắm ở tọa độ 41°11′0″B 12°27′0″Đ / 41,18333°B 12,45°Đ, ngpài khơi Anzio; Urchin đã cứu vớt toàn bộ thủy thủ đoàn chiếc U-boat.
Exmoor quay trở lại hoạt động thường lệ tại khu vực Trung tâm Địa Trung Hải vào tháng 4, rồi đến tháng 10 được bố trí hộ tống vận tải đi đến Hy Lạp hỗ trợ cho Chiến dịch Manna. Nó được đặt làm soái hạm Chi hạm đội Khu trục 3, bao gồm các tàu chị em lớp Hunt, trong đó có Liddesdale. Con tàu tiếp tục hoạt động hộ tống vận tải và hỗ trợ lực lượng trên bộ tại khu vực Đông Địa Trung Hải cho đến đầu năm 1945.

### 1945
Sang đầu năm 1945, Exmoor hỗ trợ cho lực lượng Đồng Minh tái chiếm các đảo tại vùng biển Aegean, và ngăn chặn tàu bè triệt thoái lực lượng Đức khỏi khu vực này. Nó cùng Ledbury và Tetcott được bố trí đến Nisero thuộc quần đảo Dodecanese để hỗ trợ một đơn vị quân đội Hy Lạp tấn công một đơn vị biệt kích Đức tại đây. Sau đó nó tiếp nối các hoạt động tại vùng biển Aegean, tuần tra ngăn chặn lực lượng Đức triệt thoái, cho đến tháng 4, khi nó đi đến cảng Taranto, Ý để đại tu.
Con tàu vẫn đang được sửa chữa khi Đức đầu hàng vào đầu tháng 5, và Exmoor được chọn để phục vụ cùng Hạm đội Viễn Đông. Nó gia nhập trở lại chi hạm đội tại Địa Trung Hải vào tháng 5, và đến ngày 1 tháng 6 đã lên đường đi Anh, nơi nó bắt đầu một đợt tái trang bị tại xưởng tàu tư nhân tại Royal Albert Dock, London, nhằm chuẩn bị để cử sang hoạt động tại Đông Nam Á. Tuy nhiên, với việc Đế quốc Nhật Bản chấp nhận đầu hàng vào ngày 15 tháng 8, chấm dứt hoàn toàn Thế Chiến II, việc tái trang bị và cử sang Viễn Đông bị hủy bỏ.
Exmoor được cho xuất biên chế vào tháng 11 năm 1945 và đưa về lực lượng dự bị tại Portsmouth. Nó bị bỏ không cho đến khi được đưa vào Danh sách bán vào năm 1953.

### HDMSValdemar Sejr(F 343)
Con tàu được bán cho Đan Mạch và nhập biên chế cùng Hải quân Hoàng gia Đan Mạch như là chiếc HDMS Valdemar Sejr (F 343) vào năm 1954. Valdemar Sejr xuất biên chế năm 1962 và bị bán để tháo dỡ năm 1966.